# رحيم علي
رحيم علي (بالإنجليزية: Rahim Ali) هو لاعب كرة قدم هندي في مركز الهجوم، ولد في 21 أبريل 2000 في Barrackpore ‏ في الهند. لعب مع AIFF Elite Academy ‏.

## وصلات خارجية
- رحيم علي على موقع إي إس بي إن إف سي (الإنجليزية)
- رحيم علي على موقع قاعدة بيانات كرة القدم.إي يو (الإنجليزية)
- رحيم علي على موقع ناشيونال فوتبول تيمز (الإنجليزية)
- رحيم علي على موقع Soccerway.com (الإنجليزية)
- رحيم علي على موقع عالم كرة القدم.نت (الإنجليزية)
- رحيم علي على موقع GSA (الإنجليزية)